# Richard Schulze-Kossens

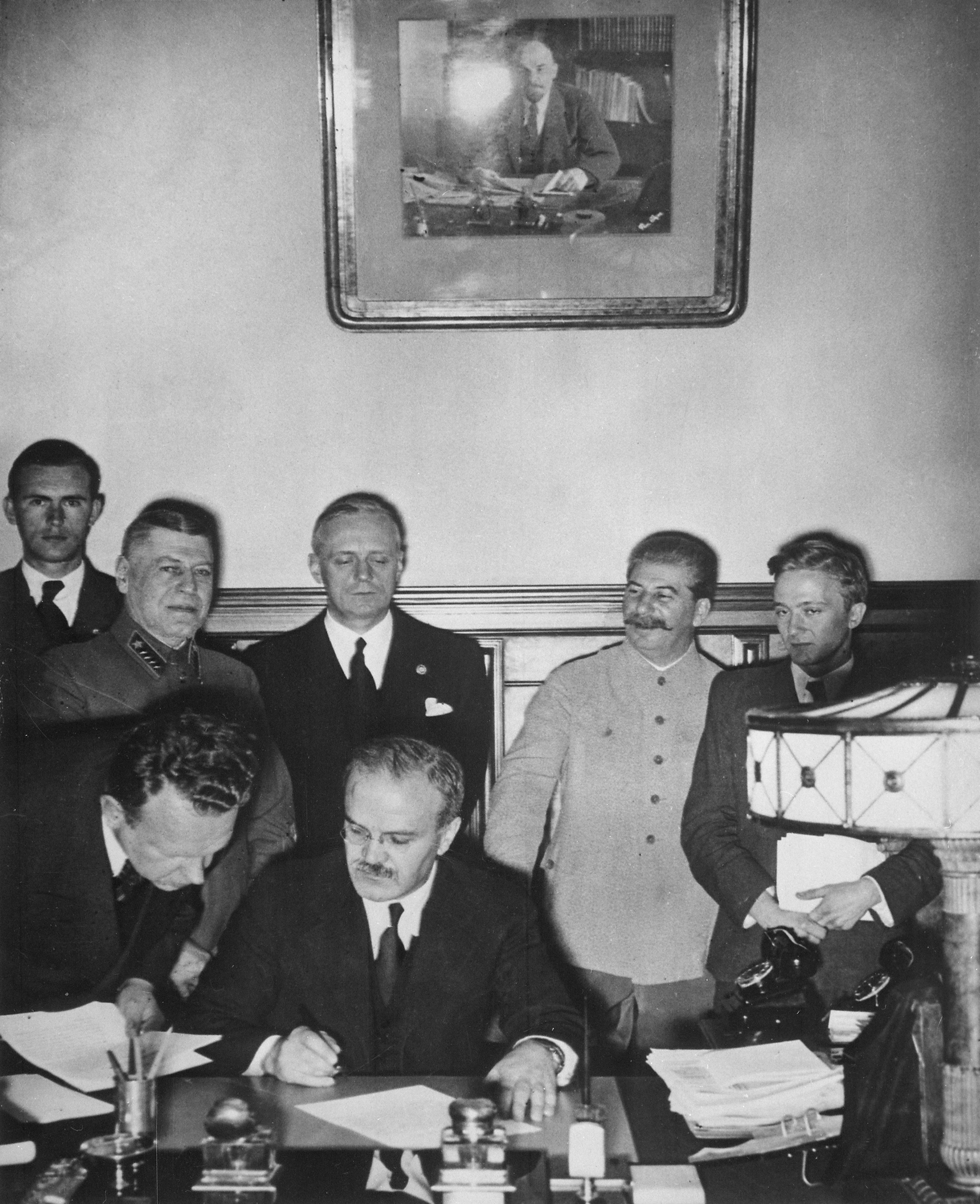
Zawarcie Paktu Ribbentrop-Mołotow. Schulze-Kossens pierwszy z lewej (najwyższy)

Richard Schulze-Kossens (ur. 2 października 1914 w Berlinie, zm. 3 lipca 1988 w Düsseldorfie) – były adiutant Theodora Eicke, Joachima von Ribbentropa i Adolfa Hitlera.

## Życiorys
Po maturze w 1934 wstąpił do Gwardii Przybocznej Adolfa Hitlera Leibstandarte Adolf Hitler. W latach 1936–1939 uczył się w szkole SS-Junkerschule w Bad Tölz, a następnie służył w różnych oddziałach SS w tym Totenkopfverbänd „Elbe”, gdzie był adiutantem Theodora Eicke i Totenkopf „Thüringen”.
1 kwietnia 1938 przeniesiony do centrali SS w Berlinie, a 8 czerwca 1939 do Urzędu Spraw Zagranicznych Rzeszy jako adiutant Joachima von Ribbentropa. 24 sierpnia 1939 brał udział w podpisaniu paktu Ribbentrop-Mołotow.
Od 1940 do 1944 w Leibstandarte Adolf Hitler przy Głównej Kwaterze Wodza Wolfsschanze z przerwami jako ordynans, a od sierpnia do grudnia 1944 jako adiutant Hitlera w miejsce Friedricha Dargesa. Brał udział w niemieckiej ofensywie w Ardenach. Od stycznia 1945 ponownie w SS-Junkerschule w Bad Tölz.
Pojmany przez aliantów 29 kwietnia 1945 w Dolnej Bawarii i internowany w 13. Obozie Jenieckim w Moosburgu do 10 stycznia 1948. Po zwolnieniu osiadł w Düsseldorfie gdzie pracował jako sprzedawca. Zajmował się także pisarstwem.